# District de Khromtaou
Le district de Khromtaou (kazakh : Хромтау ауданы)) est un district de l’oblys d'Aktioubé au Kazakhstan.  

## Géographie
Le chef-lieu administratif du district est la ville de Khromtaou.

## Démographie
La population est de 41 334 habitants en 2013. 